# Before I Forget
Before I Forget ist ein Lied der US-amerikanischen Metal-Band Slipknot. Es wurde am 13. Juni 2005 als vierte Single aus dem Album Vol. 3: (The Subliminal Verses) ausgekoppelt.

## Musikvideo
Das Musikvideo ist ungefähr 30 Sekunden kürzer als die Album-Version des Songs. Der Videoclip wurde unter der Leitung von Tony Petrossian gedreht, der schon bei den Slipknot-Videos zu Duality, Vermilion und Vermilion Pt. 2 Regie führte. Das Video zeigt die Bandmitglieder beim Aufführen des Songs ohne Masken und Overalls. Die Gesichter der Bandmitglieder sind dabei nie ganz zu sehen, sondern nur Ausschnitte von beispielsweise Nase, Mund oder Augen.

## Auszeichnungen und Live-Darbietung
Der Song wurde bei der 48. Grammy-Verleihung am 8. Februar 2006 in der Kategorie Best Metal Performance ausgezeichnet, wo man sich unter anderem gegen Ministry und Rammstein durchsetzen konnte. Es handelt sich dabei um die bisher einzige Grammy-Auszeichnung für Slipknot. Before I Forget wird seit seiner Veröffentlichung regelmäßig auf Slipknot-Konzerten gespielt.

## Kommerzieller Erfolg

### Chartplatzierungen
| ChartsChartplatzierungen     | Höchstplatzierung | Wochen |
| ---------------------------- | ----------------- | ------ |
| Vereinigtes Königreich (OCC) | 35 (2 Wo.)        | 2      |

### Auszeichnungen für Musikverkäufe
| Land/Region                  | Auszeichnungen für Musikverkäufe (Land/Region, Auszeichnung, Verkäufe) | Verkäufe  |
| ---------------------------- | ---------------------------------------------------------------------- | --------- |
| Kanada (MC)                  | 3× Platin                                                              | 240.000   |
| Neuseeland (RMNZ)            | Platin                                                                 | 30.000    |
| Portugal (AFP)               | Gold                                                                   | 5.000     |
| Vereinigte Staaten (RIAA)    | Platin                                                                 | 1.000.000 |
| Vereinigtes Königreich (BPI) | Platin                                                                 | 600.000   |
| Insgesamt                    | 1× Gold · 6× Platin ·                                                  | 1.875.000 |

Hauptartikel: Slipknot/Auszeichnungen für Musikverkäufe

## Weiterverwendung
Der Song findet in folgenden Videospielen Verwendung:
- Guitar Hero III: Legends of Rock
- Rock Band 3
- MotorStorm

Des Weiteren ist der Song das Entrance Theme des Baseball-Spielers Joel Hanrahan von den Pittsburgh Pirates.